# Solidarität
Solidarität (von lateinisch solidus „gediegen, echt, fest“) oder solidarisch bezeichnet eine zumeist in einem ethisch-politischen Zusammenhang benannte Haltung der Verbundenheit mit – und Unterstützung von – Ideen, Aktivitäten und Zielen anderer. Sie drückt ferner den Zusammenhalt zwischen gleichgesinnten oder gleichgestellten Individuen und Gruppen und den Einsatz für gemeinsame Werte aus (siehe auch Solidaritätsprinzip). Der Begriff Solidarität bekommt „je nach weltanschaul.-ges.polit. Grundhaltung einen anderen Sinn“.

## Begriff und Definitionen

### Übersicht
Die Bezeichnung Solidarität wird in vielfältiger Weise verwendet:
- „Solidarität“ bezeichnet vor allem als Grundprinzip des menschlichen Zusammenlebens ein Gefühl von Individuen und Gruppen, zusammenzugehören. Dies äußert sich in gegenseitiger Hilfe und dem Eintreten füreinander. Solidarität kann sich von einer familiären Kleingruppe bis zu Staaten und Staatsgemeinschaften erstrecken.
- In der Arbeiterbewegung wurde „Solidarität“ als Tugend der Arbeiterklasse (s. a. Brüderlichkeit) hervorgehoben. Sie hat hier eine ähnliche Bedeutung wie das Wort „Kameradschaft“ beim Militär oder anderswo.

Gelegentlich wird unterschieden zwischen
- Solidarität der Gesinnung (Einheitsbewusstsein),
- Solidarität des Handelns (gegenseitige Hilfsbereitschaft) und
- Interessen-Solidarität (die durch Interessengleichheit in einer bestimmten Situation wirksam ist und nach dem Erreichen des gemeinsamen Zieles endet).

In der Soziologie unterschied Émile Durkheim zwischen
- mechanischer Solidarität, die auf vorgegebenen gemeinsamen Merkmalen einer Gruppe beruht (z. B. Wir Arbeiter, Wir Frauen, Wir Deutsche), und
- organischer Solidarität, deren Basis das Angewiesensein aufeinander (z. B. Spezialisten in arbeitsteiligen Gesellschaften) ist.

In der Arbeiterbewegung wurde oft die Forderung nach internationaler Solidarität erhoben. Schon bei der Gründung der Internationalen Arbeiterassoziation 1863/64 solidarisierten sich britische und französische Arbeiter mit dem polnischen Freiheitskampf. Auf den Kongressen der Zweiten Internationale wurde 1907 und 1912 die Frage erörtert, ob die Arbeiterschaft durch einen Generalstreik in verschiedenen Ländern den sich abzeichnenden Ersten Weltkrieg verhindern könne. Effektiver waren internationale Solidaritätsaktionen für die junge Sowjetunion: 1920 verhinderte die englische Arbeiterbewegung durch die Androhung des Generalstreiks die Intervention Englands in den polnisch-russischen Krieg. Der Kampf gegen den Faschismus wurde durch die Spaltung der Arbeiterbewegung in eine sozialistische und eine kommunistische Internationale erschwert. Heute werden die Fragen der internationalen Solidarität unter den Bedingungen und Auswirkungen der Globalisierung diskutiert.

### Definitionen und Zitate
Der Soziologe Alfred Vierkandt (1928) definierte Solidarität folgendermaßen: „Solidarität ist die Gesinnung einer Gemeinschaft mit starker innerer Verbundenheit“. Und: „Solidarität ist das Zusammengehörigkeitsgefühl, das praktisch werden kann und soll.“
Solidarität impliziert ein Prinzip der Mitmenschlichkeit; sie konstituiert sich „aus freien Stücken“.
Jürgen Habermas fasste Solidarität folgendermaßen zusammen: „Wer sich solidarisch verhält, nimmt im Vertrauen darauf, dass sich der andere in ähnlichen Situationen ebenso verhalten wird, im langfristigen Eigeninteresse Nachteile in Kauf.“
- „Vorwärts, und nicht vergessen, / worin uns’re Stärke besteht! / Beim Hungern und beim Essen, / vorwärts und nicht vergessen / die Solidarität!“ (Bertolt Brecht, um 1929, Refrain des Solidaritätsliedes)
- „Solidarität ist die Zärtlichkeit der Völker.“ (Gioconda Belli)[8]
- „Nur eine solidarische Welt kann eine gerechte und friedvolle Welt sein.“ (Richard von Weizsäcker: Verantwortung für sozialen Fortschritt und Menschenrechte. 1986)
- „Gerade bei dem Begriff der Solidarität kann man sehen, wie emotionale Haltungen und Bindungen zum Wert deklariert werden und umgekehrt ein Wert emotional aufgeladen und fundiert wird. Dieser Wertzusammenhang verweist aber auf Kultur.“[9]

### Kritik
Henning Scherf, von 1995 bis 2005 Bremer Bürgermeister, weist auf die aus seiner Sicht zunehmend missbräuchliche Verwendung der Bezeichnung Solidarität hin. Er schreibt: „Solidarität ist eine Leerformel geworden, nicht zuletzt weil der Begriff durch inflationären Gebrauch seines Kerns beraubt wurde.“ Hierfür nennt er mehrere Beispiele.

### Heutiges Recht
In der Charta der Grundrechte der Europäischen Union (GRC), die mit dem Vertrag von Lissabon am 1. Dezember 2009 in Kraft getreten ist, wird Solidarität als unteilbarer und universeller Wert anerkannt. Solidarität erscheint damit – wie Absatz 2 der Präambel hervorhebt – als Wert neben der Würde des Menschen, der Freiheit und der Gleichheit. Welche Grundrechte damit verbunden sind, führen die Artikel 27 bis 38 unter dem Titel IV "Solidarität" aus. Zwischen den Werten besteht damit ein systematischer Zusammenhang. Der Wert der Solidarität ist damit nicht nur ein gesellschaftlicher, sondern auch rechtlich anerkannt. Die Grundrechte der Charta gelten allerdings nach Art. 51 GRC grundsätzlich nur „bei der Durchführung des Rechts der Union“. Dennoch hat das Bekenntnis der Grundrechtecharta zum unteilbaren und universellen Wert der Solidarität auch für den mitgliedstaatlichen Bereich Bedeutung. Bernd Hüpers und Birgit Reese leiten aus dem Solidaritätsverständnis der EU-Grundrechtecharta insbesondere einen neuen Verfassungswert der solidarischen Koalitionsfreiheit für das Arbeitsrecht ab.

## Historische Aspekte

### Römisches Recht
Im Römischen Recht bedeutete Solidarität (obligatio in solidum) eine besondere Form der Haftung: Mehrere schulden eine Leistung so, dass jeder von ihnen die ganze Leistung zu erbringen verpflichtet ist, der Gläubiger sie aber insgesamt nur einmal fordern darf. Das Wort „Solidarität“ bezeichnet nicht die Zusammengehörigkeit der Beteiligten, sondern dass jeder in solidum ‚auf das Ganze, für die Gesamtsumme‘ (wörtl. Übersetzung) haftet. Im Recht wird heute statt des Fremdwortes Solidarität regelmäßig der verdeutschte Ausdruck „Gesamtschuld“ verwendet. Anders ist dies in älteren Gesetzen, z. B. § 43 Abs. 2 des GmbH-Gesetzes: „Geschäftsführer, welche ihre Obliegenheiten verletzen, haften der Gesellschaft solidarisch für den entstandenen Schaden.“

### Katholische Kirche
In der katholischen Soziallehre wird Solidarität zusammen mit Personalität, Gemeinwohl und Subsidiarität zu den (klassischen) sozialphilosophischen Prinzipien gezählt. In den Erklärungen des Ökumenischen Rats der Kirchen, der Enzyklika Pacem in terris von Johannes XXIII. und dem Zweiten Vatikanischen Konzil kommt die weltweite Dimension von Solidarität zur Sprache. Der Wert der Solidarität ist damit nicht nur ein gesellschaftlicher, sondern auch rechtlich anerkannt.
Die internationale Solidarität wurde in der Enzyklika Populorum progressio noch weiter ausgebaut und durch Johannes Paul II., den Förderer der polnischen Arbeiterbewegung Solidarność 1987 in der Enzyklika Sollicitudo rei socialis zum Brennpunkt päpstlicher Sozialverkündigung gemacht.
Im Glaubensbekenntnis der Würzburger Synode Unsere Hoffnung wird im Teil III Wege in die Nachfolge ein solidarisches Eintreten für die Armen und Schwachen als konstitutiver Glaubensinhalt formuliert. Das 1997 von der Evangelischen Kirche in Deutschland und der Deutschen Bischofskonferenz gemeinsam veröffentlichte Sozialwort Für eine Zukunft in Solidarität und Gerechtigkeit nennt als Quelle der Solidarität im christlichen Glauben die erinnerte und erzählte Geschichte vom Erbarmen Gottes, das „zur barmherzigen und solidarischen Zuwendung zu den Armen, Schwachen und Benachteiligten“ motiviert (96). Jesu Botschaft wird als Erfüllung der alttestamentlichen Verheißung des Lebens für die Armen, Kleinen und Gewaltlosen gesehen. „Er ist selbst den Weg der Solidarität, der Barmherzigkeit und der Gewaltlosigkeit gegangen.“ (99) Der Einsatz für Solidarität gehöre zu den konstitutiven Merkmalen der Kirche (101), da „die Entscheidung über die endgültige Gottesgemeinschaft der Menschen abhängig [ist] von der gelebten Solidarität mit den Geringsten“ (106).
In seinem Apostolischen Schreiben Evangelii gaudium schreibt Papst Franziskus, das Wort „Solidarität“ habe sich ein wenig abgenutzt und werde manchmal falsch interpretiert. Es erfordere mehr als einige gelegentliche großherzige Taten, nämlich eine neue Mentalität, „die in den Begriffen der Gemeinschaft und des Vorrangs des Lebens aller gegenüber der Aneignung der Güter durch einige wenige denkt“. Solidarität sei eine spontane Reaktion dessen, der die soziale Funktion des Eigentums und die universale Bestimmung der Güter – die älter seien als der Privatbesitz – als Wirklichkeiten erkennt. Weil sich das Hüten und Mehren privaten Besitzes nur dadurch rechtfertige, dass sie dem Gemeinwohl besser dienen, „deshalb muss die Solidarität als die Entscheidung gelebt werden, dem Armen das zurückzugeben, was ihm zusteht“.

### Institutionalisierung des Solidaritätsprinzips

#### Gewerkschaftsbewegung
Im Europa des 19. Jahrhunderts hat sich im Zusammenhang mit der Industrialisierung eine Institution des Solidaritätsprinzips entwickelt: Die gegenseitige Absicherung innerhalb der Arbeiterschaft gegen für sie als existentiell bedrohlich wahrgenommene Entwicklungen der kapitalistischen Industrialisierung wurde zur Grundlage und zum Kampfbegriff der Arbeiterbewegung. Arbeiter schlossen sich in solidarischen Vereinigungen (beispielsweise in Gewerkschaften) zusammen und kämpften gemeinsam für bessere Arbeitsbedingungen, Verkürzung der Arbeitszeit und höhere Löhne. Nach Ken Loach ist Solidarität die schärfste Waffe im Kampf der Arbeiterklasse. Im Gewerkschaftshandbuch wird gewerkschaftliche Solidarität wie folgt definiert: „Gewerkschaftliche Solidarität bedeutet, dass sich“die Starken„und“die Schwachen„gemeinsam für ihre Interessen gegenüber den Unternehmern einsetzen, um so bessere Entgelt- und Arbeitsbedingungen im Betrieb und in der Gesellschaft für alle zu erreichen.“
Solidarität braucht Nähe. Sie entsteht in Gruppen mit ähnlichen sozialen Interessen, oft einer gemeinsam erlebten Geschichte und durch den Druck durch den Unternehmer, der die einzelnen Kollegen erst zu einem Kollektiv zusammenführt. Aufspaltung der Belegschaften in eine Vielzahl unterschiedlicher Beschäftigungsverhältnisse, davon viele kurzfristig und ungesichert, erschweren selbst in großen Betrieben ein Kennenlernen oder das Entstehen eines Vertrauensverhältnisses, das für solidarisches gemeinsames Handeln so wichtig ist.
Im Laufe eines Streiks, der von einem Großteil der polnischen Bevölkerung getragen und von ihr als antikommunistische Bewegung verstanden wurde, schlossen sich 1980 die polnischen Arbeiter der Schiffswerft in Danzig zu der Gewerkschaft „Solidarność“ (Solidarität) zusammen. Auch wenn die „Solidarność“ gegen Ende des 20. Jahrhunderts an politischem Einfluss verloren hat, steht der Begriff „Solidarność“ in den ehemals kommunistischen Ländern Mittel- und Osteuropas im 21. Jahrhundert für den Beginn des Endes der kommunistischen Zwangsherrschaft.

#### Sozialistische und sozialdemokratische Parteien
Im 20. Jahrhundert wurde Solidarität zu einem der zentralen Begriffe in sozialistischen/sozialdemokratischen Parteien.

#### Solidaritätsprinzip und Versicherungen: Versicherungsverein auf Gegenseitigkeit
Das institutionalisierte Solidaritätsprinzip kommt auch in bestimmten rechtlichen Formen der Versicherung zum Ausdruck, und zwar in den vier klassischen Risikobereichen von Arbeit: Krankheit, Unfall, Altersvorsorge und Arbeitslosigkeit; vergleiche die Rechtsform des „Versicherungsvereins auf Gegenseitigkeit“ (VVaG). Jedes Mitglied dieser Gemeinschaft bezahlt Beiträge in die gemeinsame, von einer Versicherungsgesellschaft verwaltete Kasse. Daraus werden denen, die einen Schaden erleiden, finanzielle Mittel zur Deckung zur Verfügung gestellt.
Bei der Arbeitslosenversicherung sichert sich eine Risikogemeinschaft gegen durch Arbeitslosigkeit bedingte Einkommenseinbußen ab.

#### Weitere Entwicklung des Solidaritätsbegriffs in Staat und Wirtschaft
Spätestens mit dem Aufkommen moderner, industrialisierter Gesellschaften stellt sich verstärkt die Frage, wie echte Solidarität angesichts einer zunehmenden Vielfalt der Lebensverhältnisse und im Rahmen zunehmend komplexer und globaler Zusammenhänge in Wirtschaft und Gesellschaft verwirklicht und organisiert werden kann. Grundsätzlich steht zudem das problematische Verhältnis zwischen der Solidarität – die auf die Gruppe gerichtet ist und dem Einzelnen zumindest Bindung und Engagement abverlangt – und dem Individualismus – der die Selbstbestimmung der Einzelnen und deren Rechtsposition hervorhebt – zur Debatte.
In der konkreten Politik führt dies unter anderem zur Frage des angemessenen Verhältnisses zwischen sozialer Absicherung und wirtschaftlicher Eigenverantwortung, wie sie im Zuge einer Reform des Sozialstaats nach wirtschaftsliberalen Maßstäben kontrovers diskutiert worden ist. Eine weitere kritische Grenze findet die Solidarität – wie unter anderem Véronique Munoz-Dardé darlegt – in den Erfordernissen der politischen Gerechtigkeit.

#### Selektive Kritik im Wirtschaftsliberalismus
Kritiker einer institutionalisierten Solidarität, wie sie etwa in sozialstaatlichen Einrichtungen konkrete Gestalt annimmt, verweisen zudem darauf, dass hier der Solidaritätsbegriff zu Unrecht in Anspruch genommen werde, da Solidarität wesentlich Freiwilligkeit einschließe. Sie wenden sich damit, wenn auch nicht unmittelbar gegen das Modell des Sozialstaats selbst, so doch zumindest dagegen, dass dieser auf dem Solidaritätsgedanken aufbauen solle.